# 双反相机

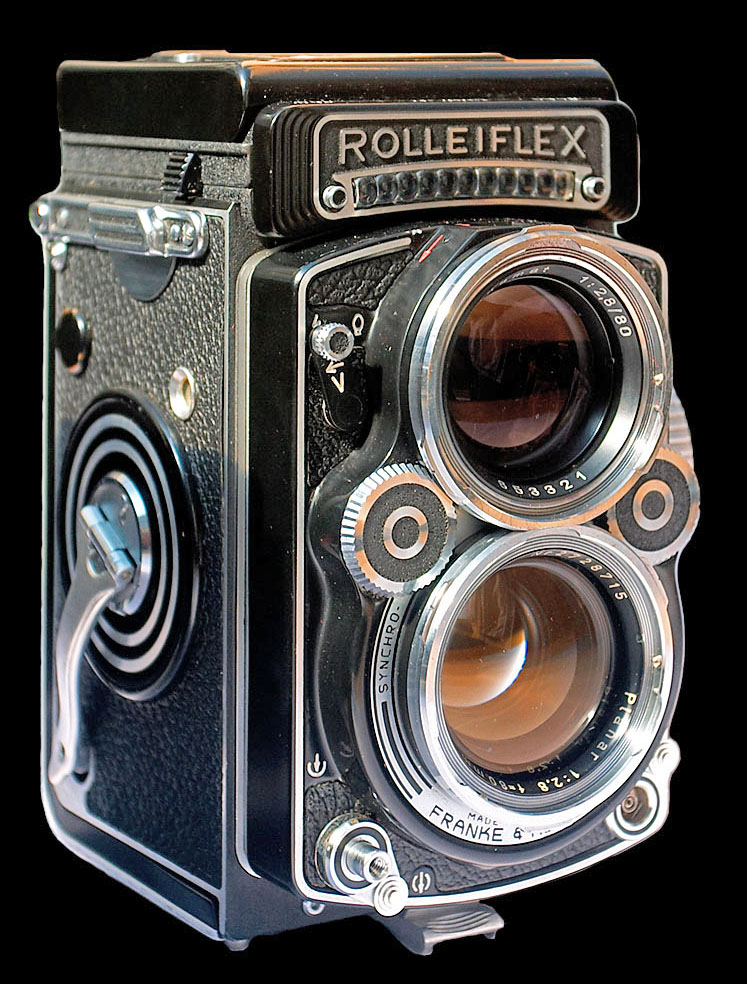

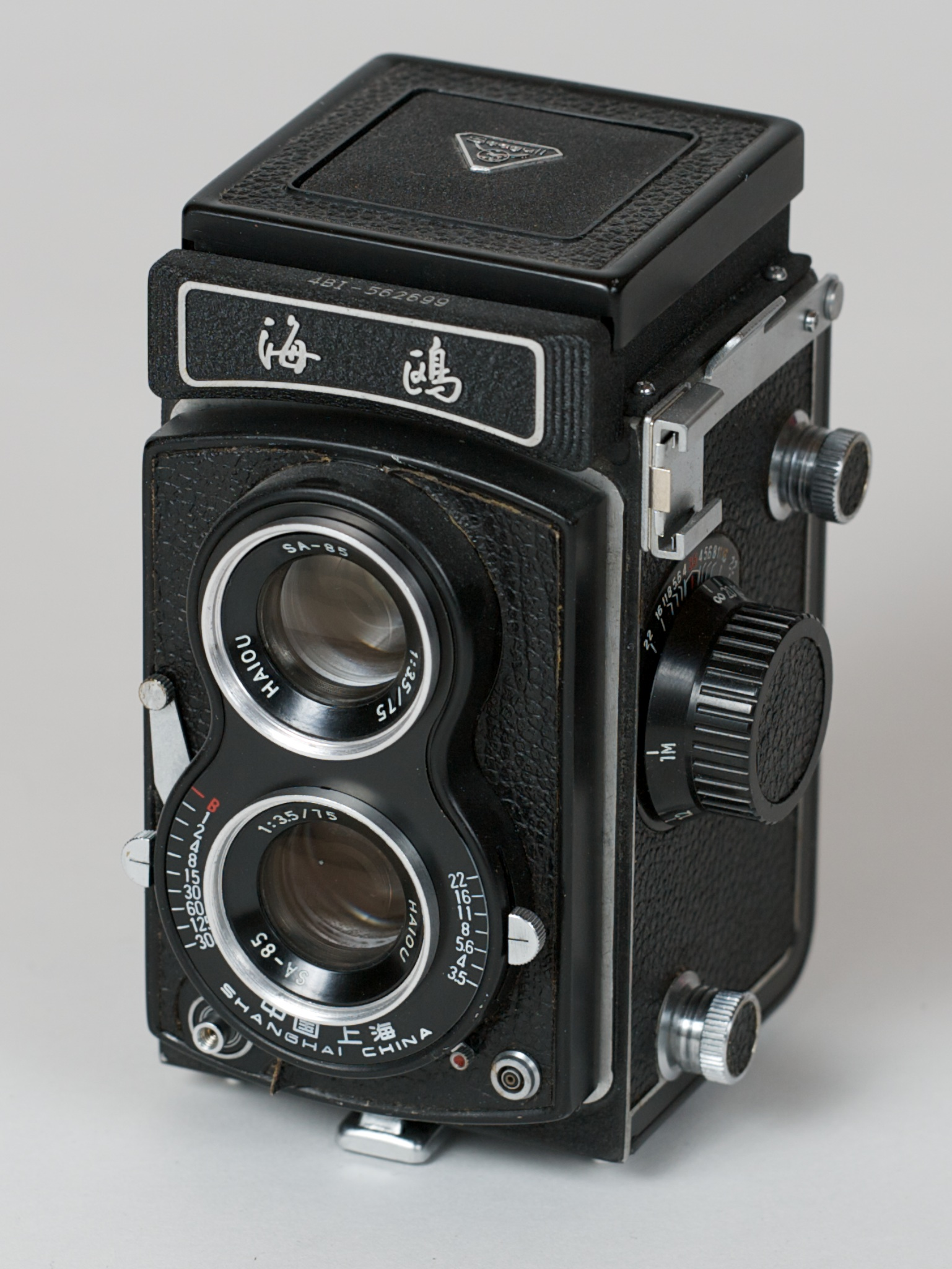
海鸥双反相机

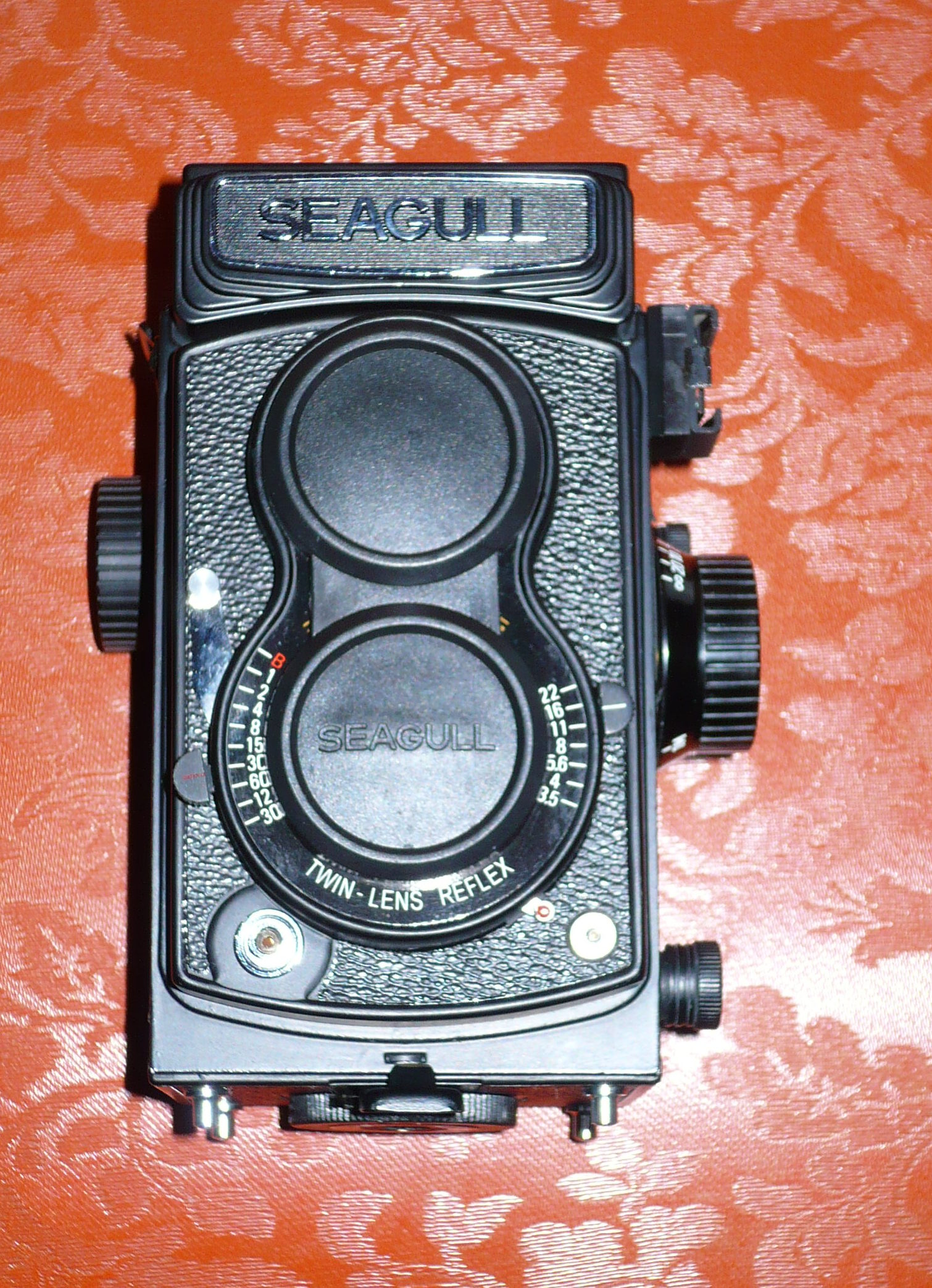
出口海鸥双反相机

複眼相機（TLR, Twin-Lens Reflex），全称为双镜头反光镜取景照相机，与单反相机（SLR, Single Lens Reflex）同属反光取景式相机。

## 结构
顾名思义，TLR系统最大的特点是具有两個镜头，一個在另外一個的正上方。下面的镜头负责传送影像到胶片上，而上面镜头传送的影像只是用于取景和对焦。人们所看到的影像是通过上面的镜头，而实际上只有下面的镜头才真正用于拍摄。

### 内部构造
如图所示，光线通过上面的镜头，经45°角的反光镜向上反射到水平的磨砂玻璃取景屏。磨砂玻璃上的影像与胶片上的影像同样大小。上面的镜头通过传动装置与下面的镜头连接在一起，使得一只镜头移动时另外一只镜头会自动随之移动相同的量。结果是调整上面的镜头在毛玻璃上形成最清晰的焦点时，下面的镜头也会自动得到调整并在胶片上形成最清晰的影像。
TLR在20世纪30和40年代曾经非常流行，比如当时广泛使用的禄莱（Rolleiflex），现代照相机仍有少数产品采用这种结构。

### 取景和成像
典型的TLR照相机使用120或220卷片胶片，产生边长为6厘米的正方形底片。使用TLR照相机时，一般以腰平的方式手持它并向下观看毛玻璃取景。在毛玻璃上看到的影像也是6×6厘米；并且影像上下方向正确，但左右方向却是颠倒的。因為取景影像是經過反光镜反射一次後而形成的。

## 特点
与单反相机（SLR）相比而言，TLR多出一个镜头用于取景，反光镜是固定的，因而相片曝光期间不影响取景（单反相机则因反光镜抬起而遮住取景屏,曝光期间看不见影像）。在毛玻璃上的成像与胶片成像大小完全一致。但是，TLR系统的构造也决定使其存在以下问题:
1. 由于取景镜头与摄影镜头是分离的，与旁轴相机一样，TLR存在视差问题（即并非所见即所得）。在拍摄近距离物体时这个问题带来的弊端会更加明显。因此有些现代TLR相机的取景系统中内置了视差自动补偿装置。
2. 同光学取景器或测距器相比，磨砂玻璃上的影像不是很明亮。
3. 必须以腰平的方式向下观看前面的物体会令操作很不方便。现代TLR照相机增加了一个称作波罗（Porro）取景器的眼平取景附件，可以克服这个缺点。
4. 双镜头系统就其固有特性来说，体积較大，而且更换镜头时，需要两个镜头同时更换；这对于当今的大孔径快镜头来说，的确是个问题。
5. 镜头的互换性有限。如果更换摄影镜头，必须也更换取景镜头。当今的TLR照相机通常提供可互换的双镜头装置。

## 现状
TLR照相机被广泛地应用了几十年。如今，事实上它已经被单镜头反光照相机所取代，后者解决了上面列出的所有问题。对于那些更喜欢较大画幅的人们来说，有像哈苏和勃朗尼卡（Bronica）这样的较大的SLR相机。因此，TLR相机已经开始迈入古董相机的行列，目前仅有禄莱等少数产商还在生产TLR相机。但由于TLR相机在中画幅、大画幅相机中价格相对便宜，其本身构造也相当坚固耐用，因此目前TLR相机仍然受一些攝影愛好者青睞。

## 知名品牌

### 国外知名品牌
- 德國
  - 祿萊（Rollei）
  - Contaflex
- 奥地利
  - 迷你格
- 瑞士
  - 特熙纳（Tessina）双反35毫米相机
- 日本
  - 玛米亚（MAMIYA）
  - 美能達（Minolta）
  - 雅西卡（Yashica）
  - 宝石双反相机

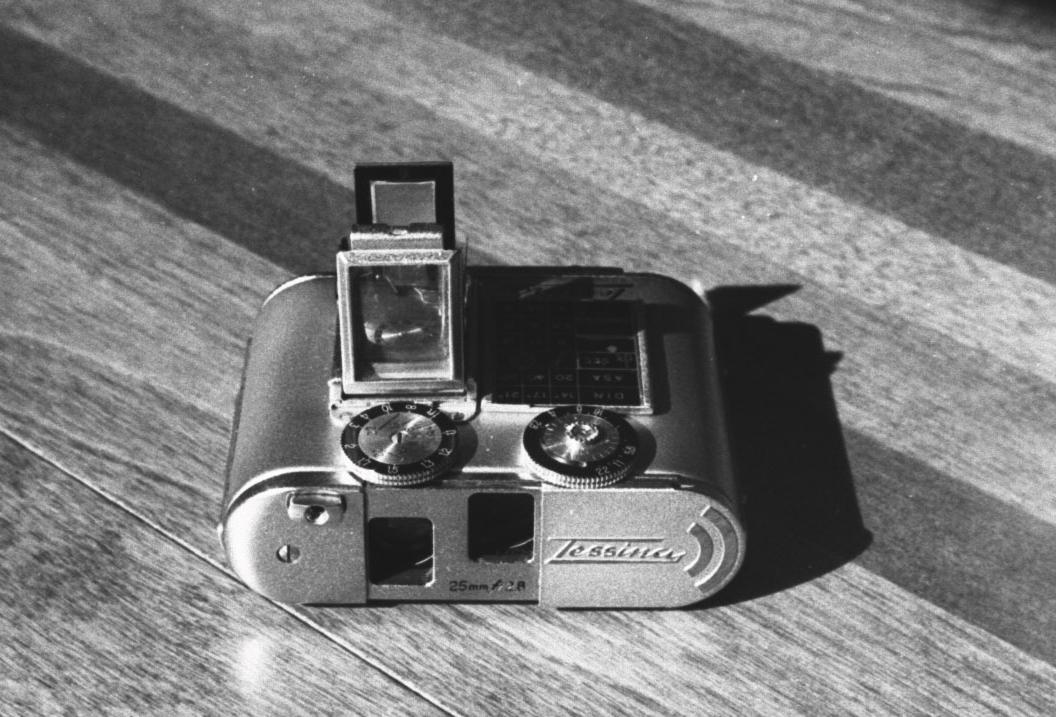
Tessina 35毫米 双反相机

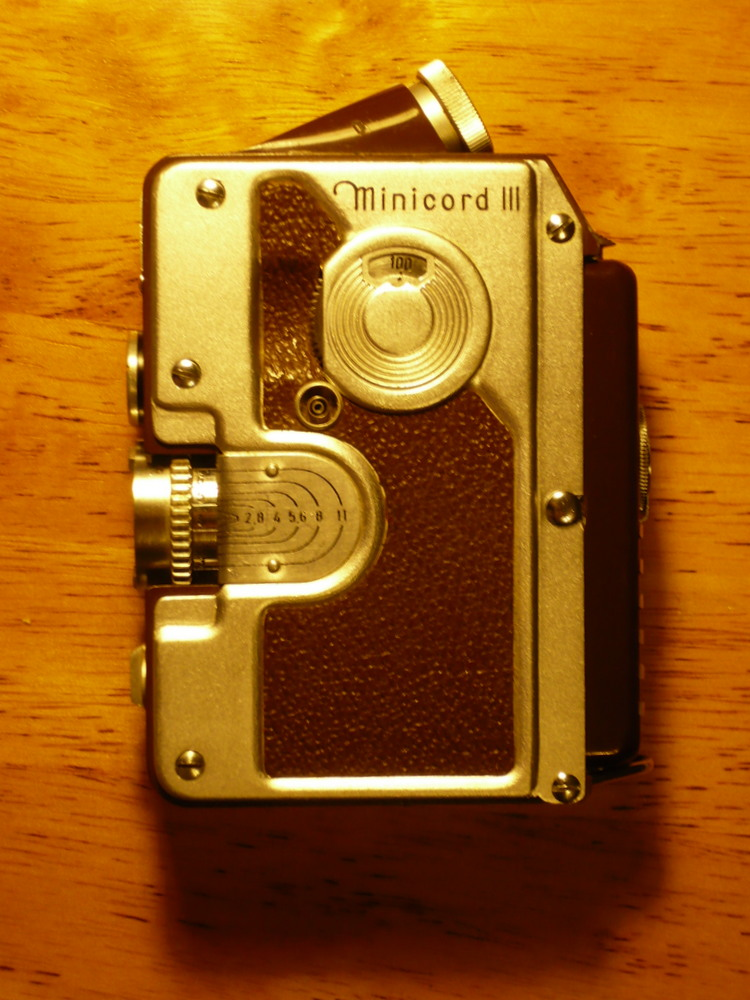
迷你格Goerz Minicord III 16毫米 双反相机

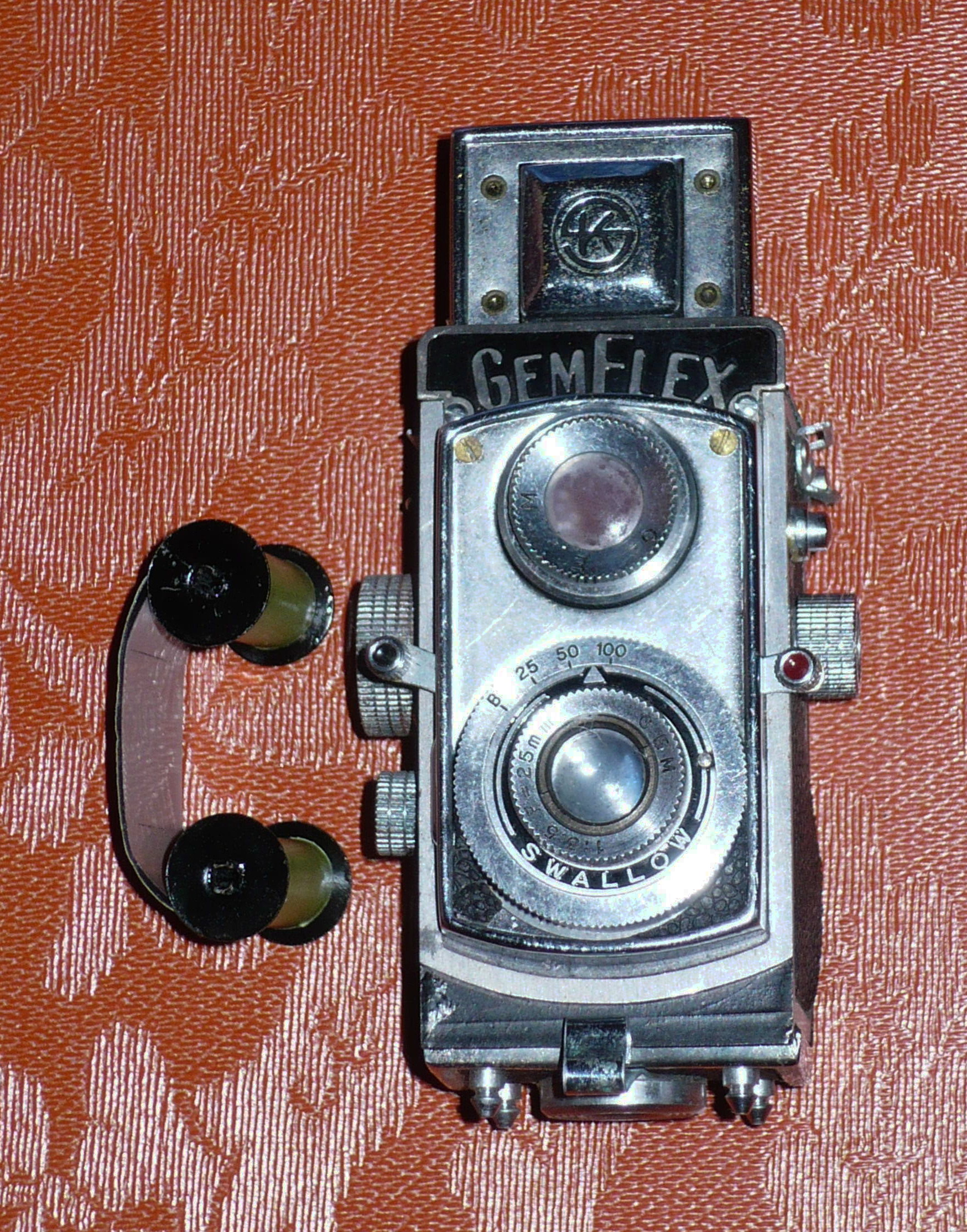
宝石双反相机

  - 2007年，日本SHARAN公司发布了一款1/3迷你Rollei双反相机，采用Minox 9.2毫米胶卷
- 中國
  - 上海海鸥照相机（Seagull），仿製祿萊相機的4型系列相機，開創全民攝影時代

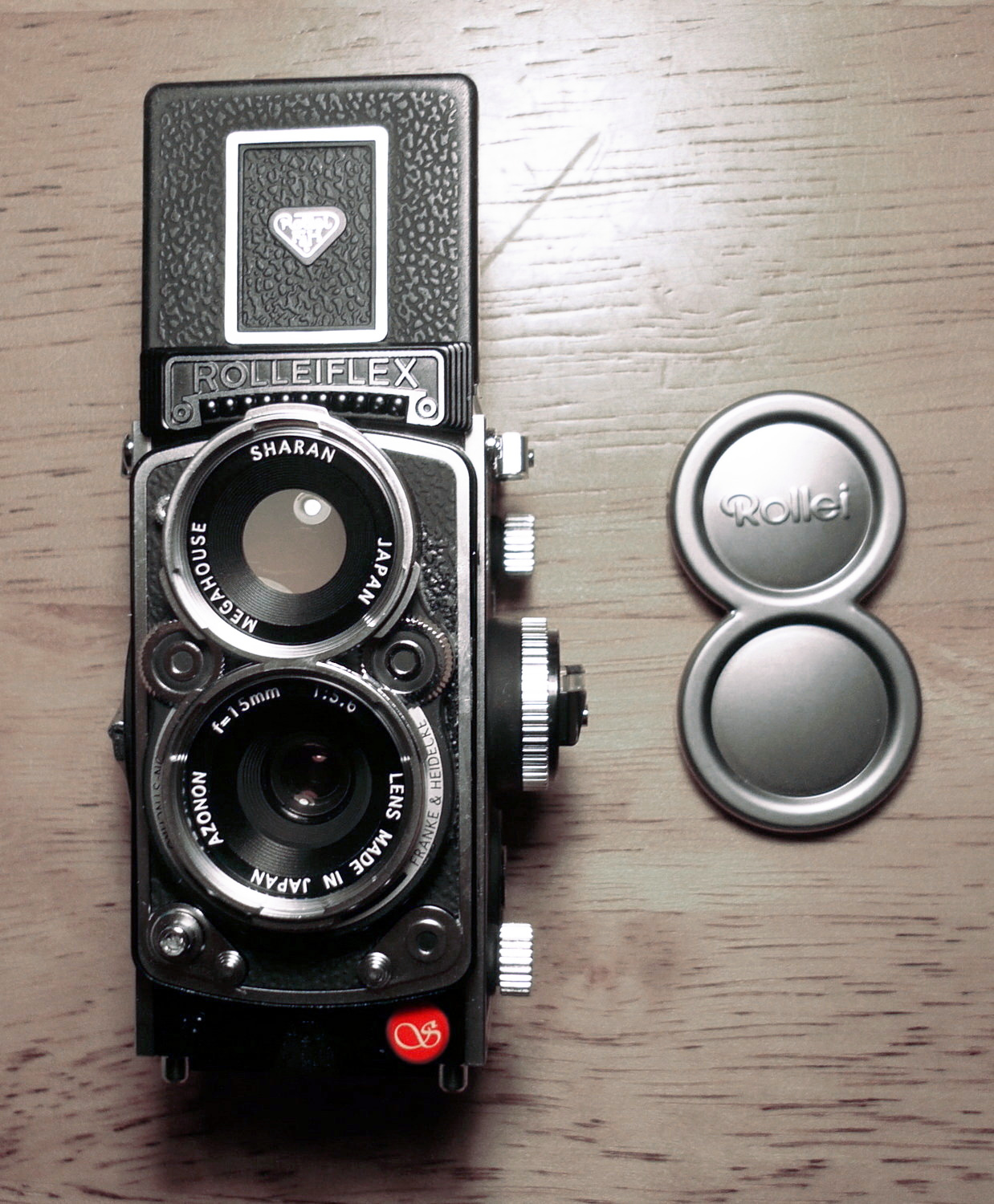
迷你禄来双反相机